# Pallavolo ai X Giochi asiatici
La pallavolo ai X Giochi asiatici si è disputata durante la X edizione dei Giochi asiatici, che si è svolta a Seul, in Corea del Sud, nel 1986.

## Podi
| Evento                         | Oro  | Argento       | Bronzo        |
| Pallavolo maschile (dettagli)  | Cina | Corea del Sud | India         |
| Pallavolo femminile (dettagli) | Cina | Giappone      | Corea del Sud |